# Île Císařský
L'Île Císařský (en tchèque Císařský ostrov) ou l'île impériale, est une île fluviale de la Vltava dans la partie nord de Prague. C'est la plus grande île de Prague avec une superficie de 66 hectares. La partie occidentale de l'île est occupée par la station d'épuration centrale de Prague, qui a été mise en service en 1967. Le 2 décembre 2017, la passerelle piétonne, de 256 mètres de long, construite en 1984, s'est effondrée dans la Vltava. Des plans sont en cours afin d'en reconstruire une nouvelle. 

## Toponymie
Elle tire son nom de ce qu'elle a été dans le passé la propriété privée de l'empereur d'Autriche Rodolphe II, qui l'a reçue en cadeau des états tchèques. 

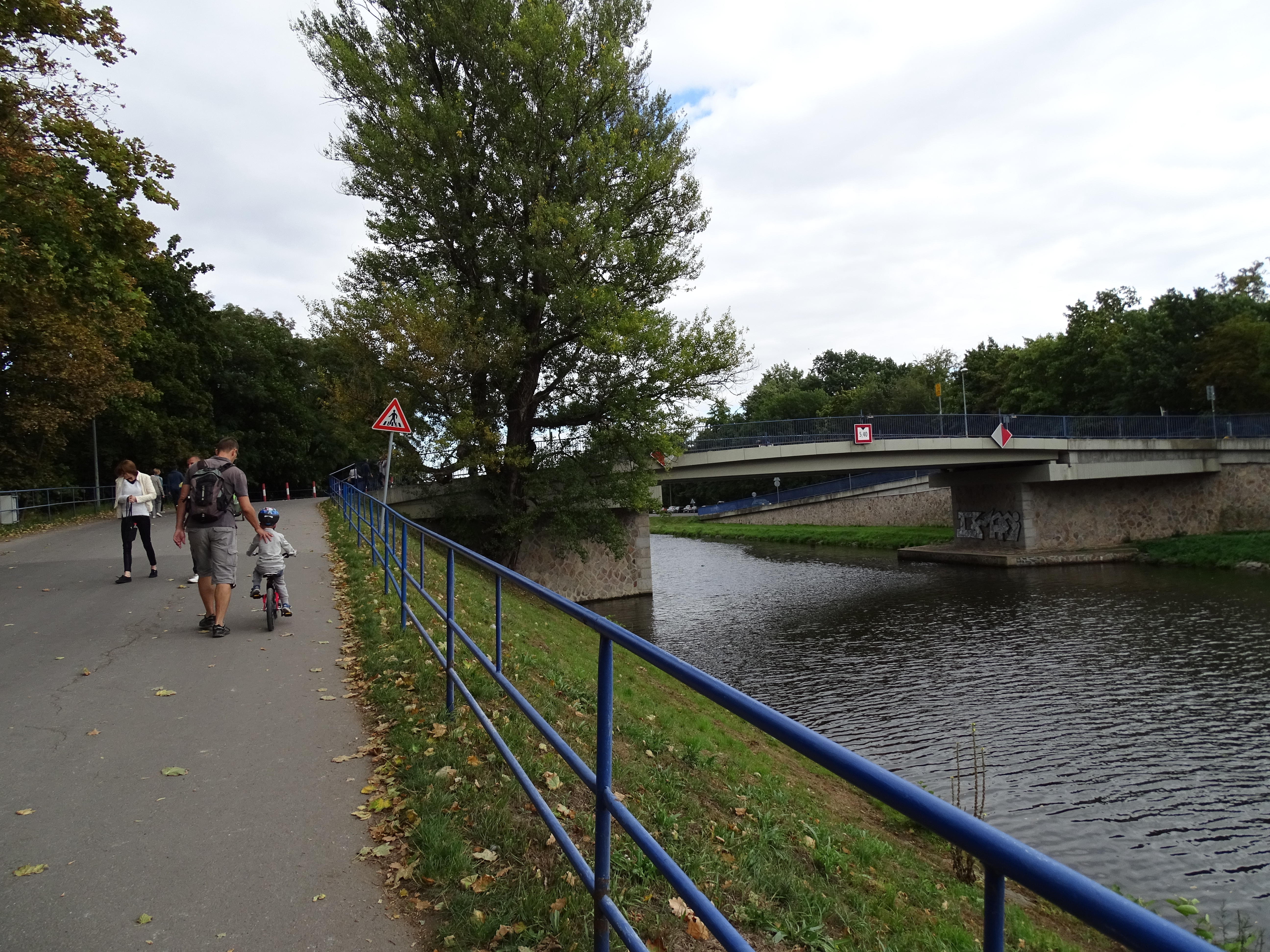
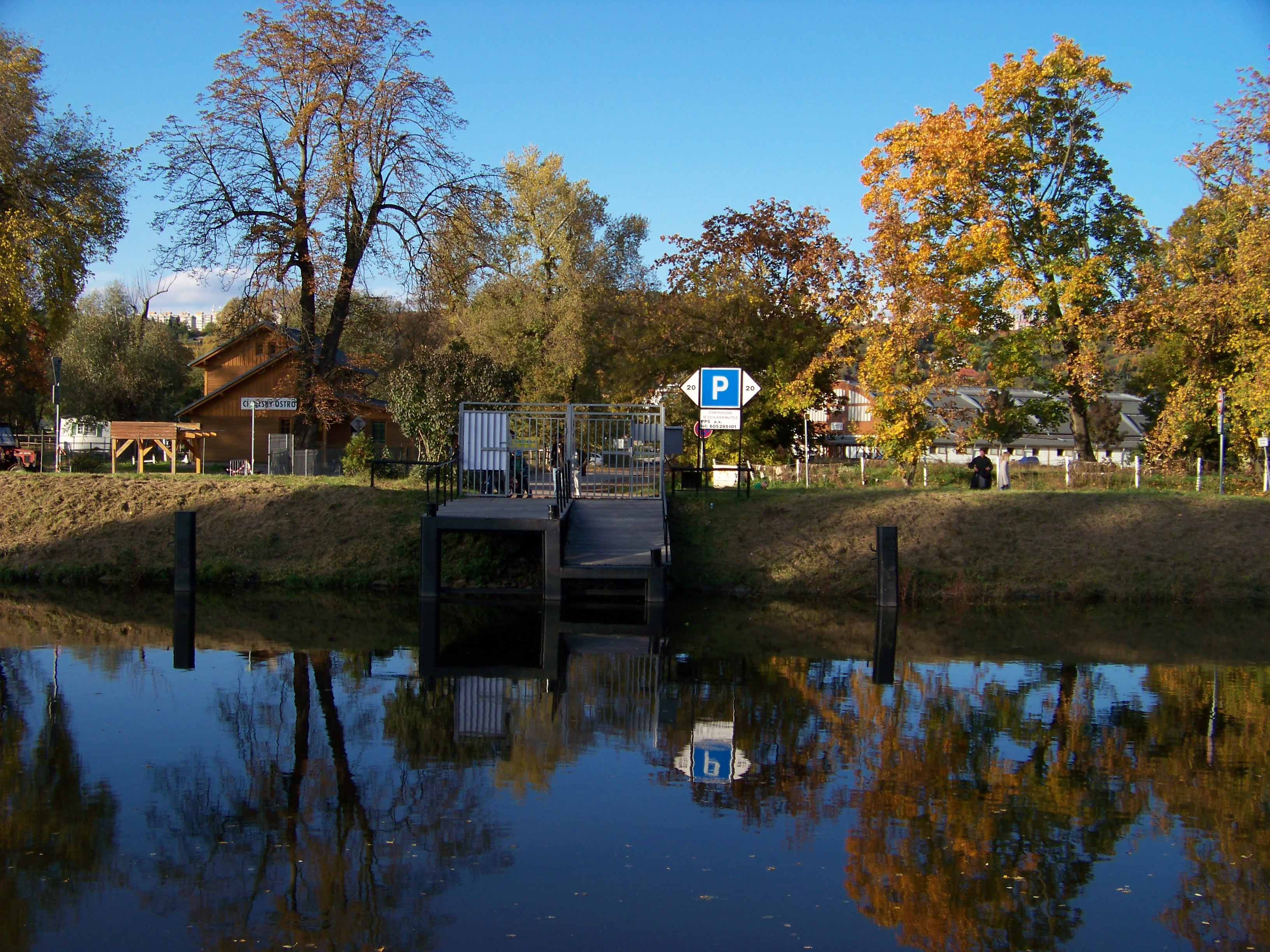
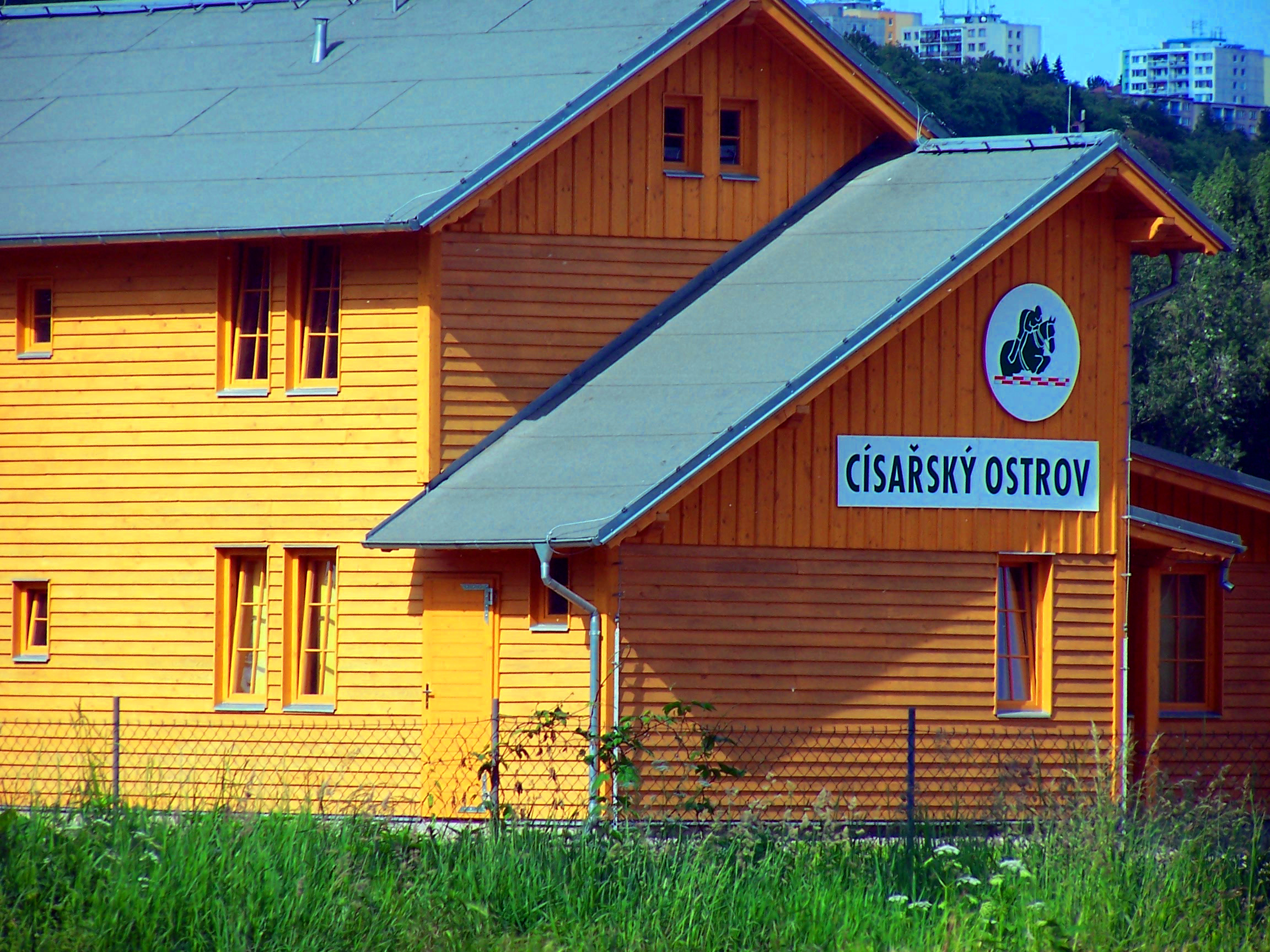
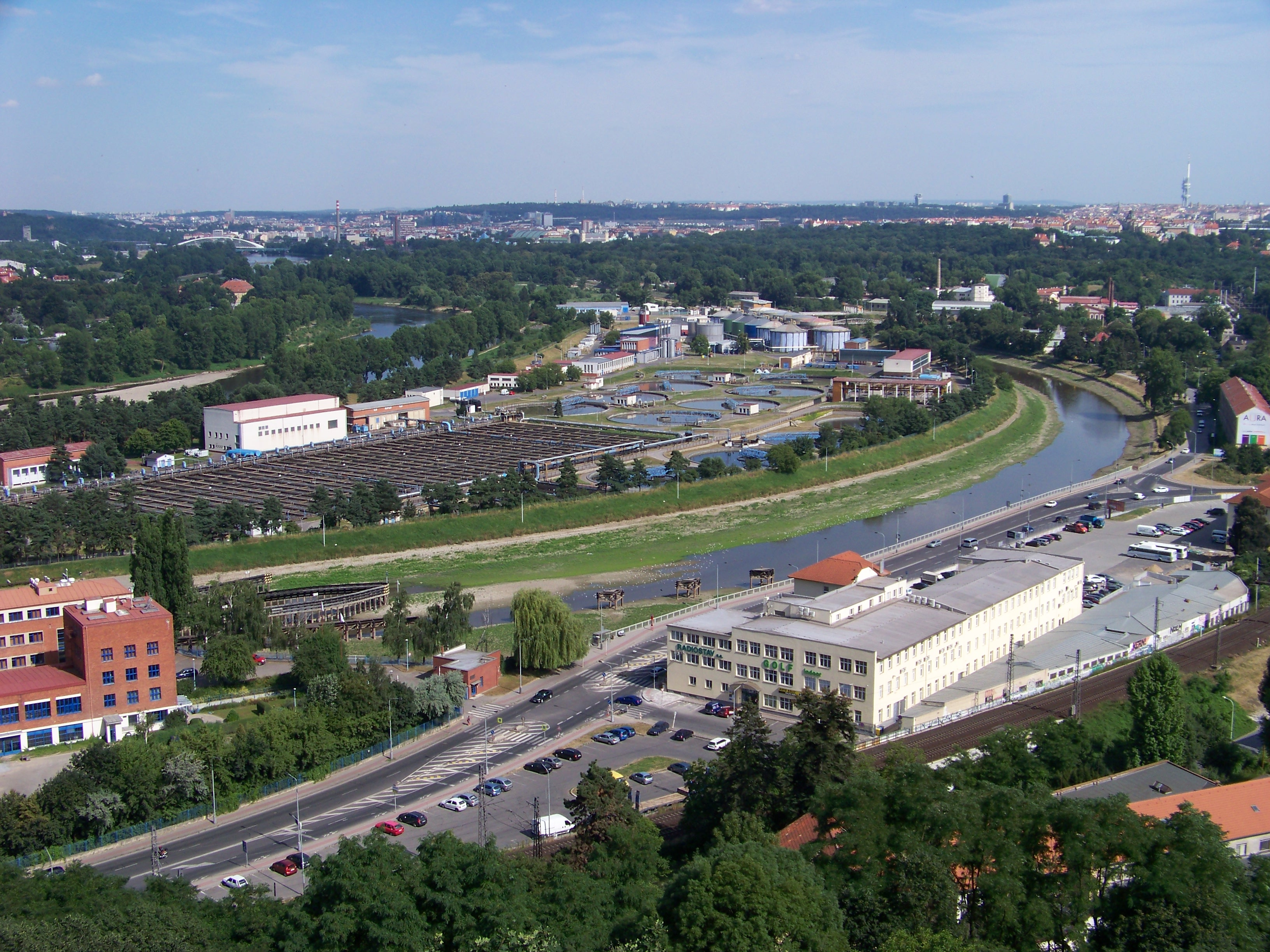
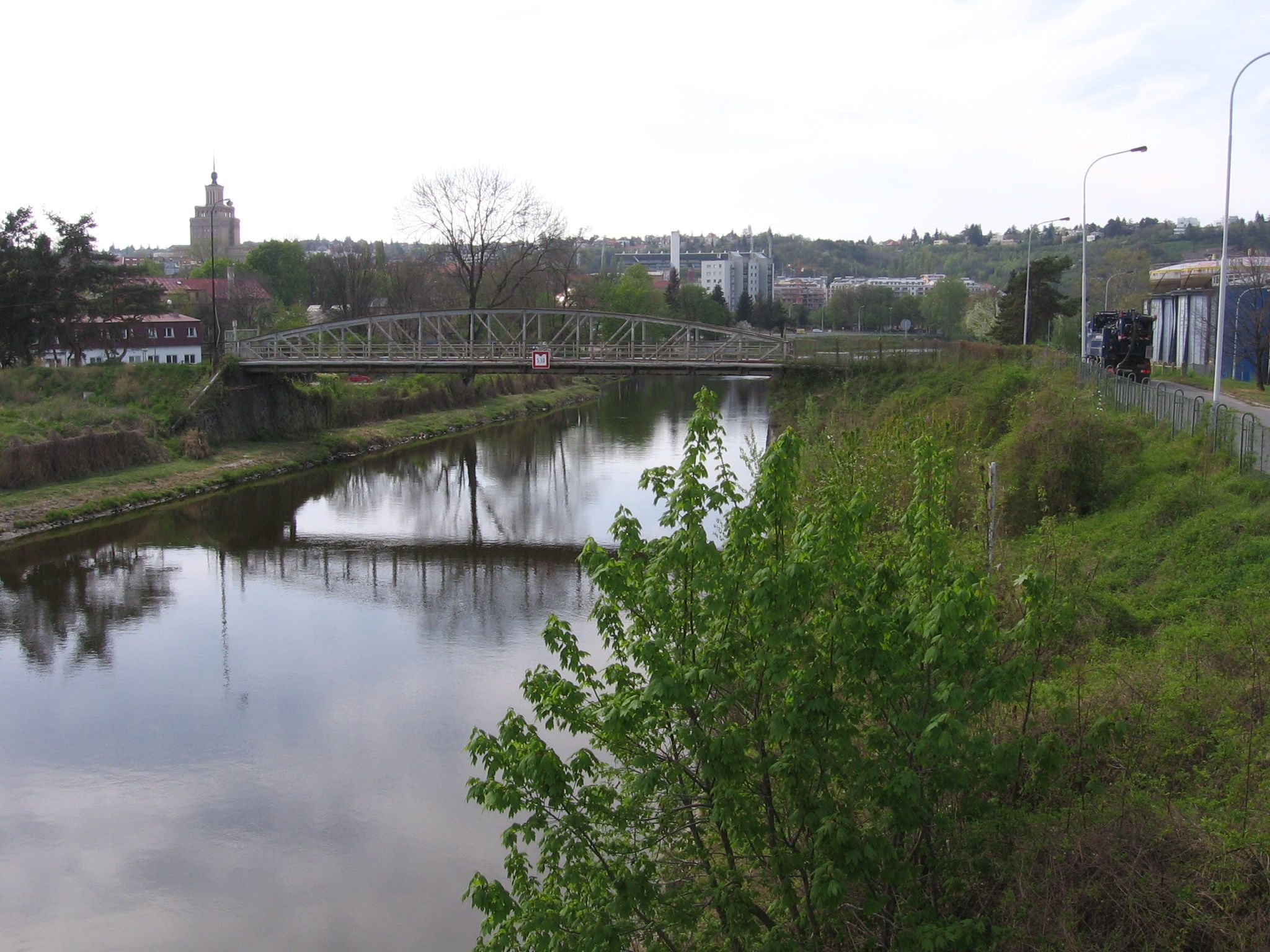